# 漢考克 (愛荷華州)
漢考克（英語：Hancock）是一個位於美國愛荷華州波特瓦特米縣的城市。

## 地理
漢考克的座標為41°23′26″N 92°21′47″W / 41.39056°N 92.36306°W，而該地的平均海拔高度為339米（即1112英尺）。

## 人口
根據2010年美國人口普查的數據，漢考克的面積為2.02平方千米，當中陸地面積為1.94平方千米，而水域面積為0.08平方千米。當地共有人口196人，而人口密度為每平方千米97人。